# 창산구

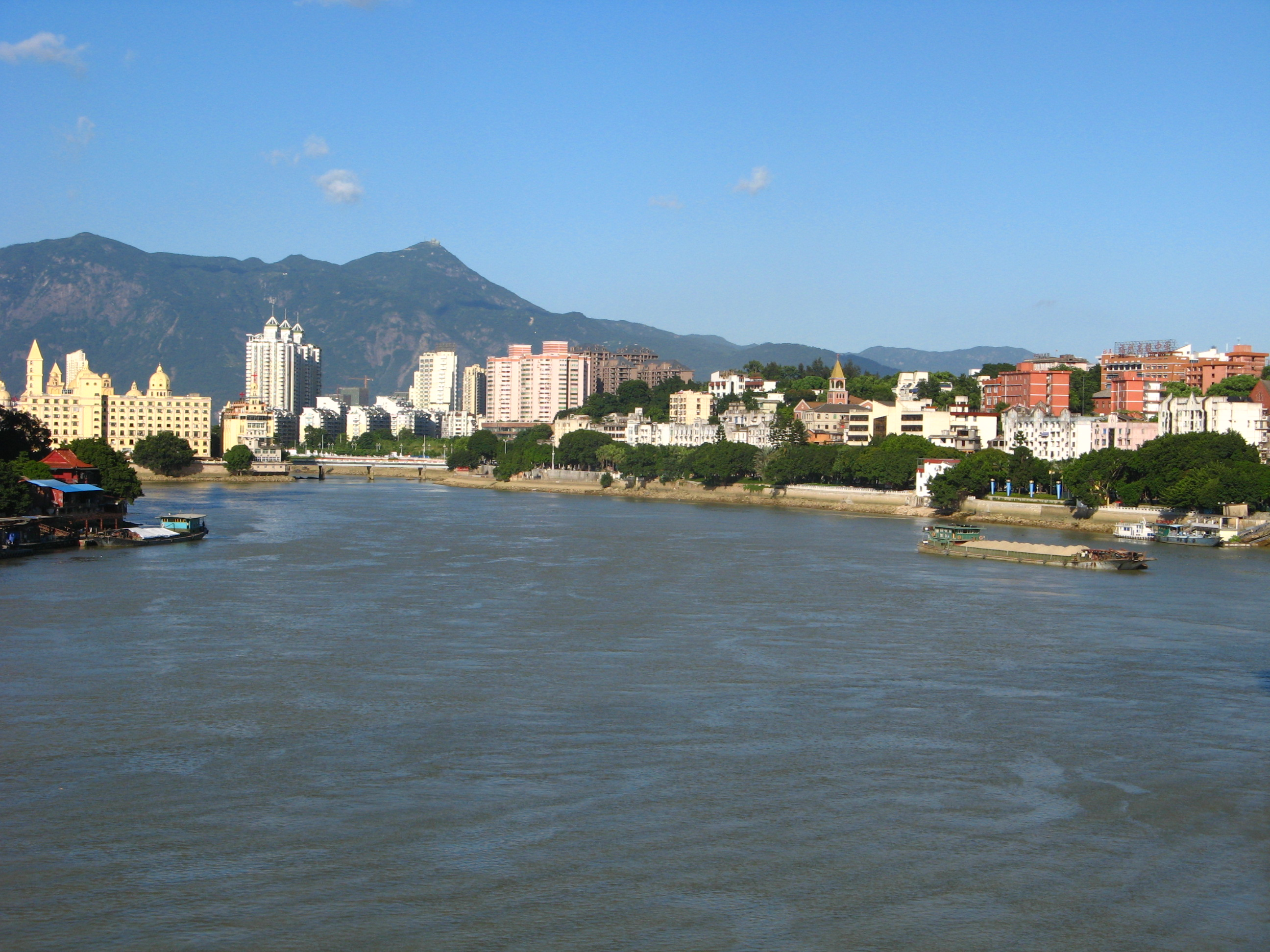

창산구(한국어: 창산구, 중국어 간체자: 仓山区, 정체자: 倉山區, 병음: Cāngshān Qū)는 중화인민공화국 푸젠성 푸저우시의 구급 행정구역이다. 넓이는 142km2이고, 인구는 2018년 기준으로 약 83.6만명이다.

## 행정 구역
8개 가도, 5개 진을 관할한다.
- 가도: 창전 가도(倉前街道), 동승 가도(東升街道), 대호 가도(對湖街道), 임강 가도(臨江街道), 삼차가 가도(三叉街街道), 상도 가도(上渡街道), 하도 가도(下渡街道), 금산 가도(金山街道).
- 진: 창산진(倉山鎭), 성문진(城門鎭), 개산진(蓋山鎭), 건신진(建新鎭), 나주진(螺洲鎭).